# スセニョス1世
スセニョス1世（ススネヨスとも。ゲエズ語 : ሱስንዮስ, Susenyos、1572年 - 1632年9月17日）は、エチオピア帝国・ソロモン朝の皇帝 （1607年 - 1632年）。
在位中に活発化したイエズス会の布教活動により、1621年11月1日にカトリック改宗を公式に表明。国内にカトリックを広めるためにエチオピア正教会を閉鎖しようとしたが、エチオピア正教会支持者による反カトリックを掲げた反乱が相次いだため、治世末の1632年に国民がエチオピア正教会に従うことを認めた。